# Khoa học kỹ thuật trong Chiến tranh thế giới thứ hai
Công nghệ đóng một vai trò quan trọng trong việc xác định kết quả của chiến tranh thế giới thứ II. Phần lớn của nó đã được phát triển trong những năm giữa cuộc chiến 1940-1945, một số đã được phát triển đáp ứng với nhu cầu trong chiến tranh, và một số mới bắt đầu được phát triển khi chiến tranh kết thúc.

## Ảnh hưởng của chiến tranh
Hầu như tất cả các loại công nghệ được sử dụng trong chiến tranh, nhưng các loại dưới đây phát triển chủ yếu:
- Vũ khí: bao gồm cả tàu chiến, xe, máy bay, pháo binh, tên lửa, vũ khí bộ binh, và hóa học, sinh học và vũ khí nguyên tử.
- Hỗ trợ hậu cần: bao gồm xe để vận chuyển binh sĩ và cung cấp vũ khí, chẳng hạn như xe lửa, xe tải, và máy bay.
- Truyền thông và tình báo: bao gồm cả thiết bị được sử dụng để điều hướng, thông tin liên lạc, cảm biến từ xa và do thám.
- Y học: bao gồm sự đổi mới trong phẫu thuật, thuốc, và kỹ thuật.
- Công nghiệp: bao gồm việc làm hiện đại hóa,tăng tốc sản xuất tại các nhà máy và trung tâm sản xuất và phân phối.

Đây có lẽ là cuộc chiến tranh đầu tiên mà các hoạt động quân sự nhằm vào các nỗ lực nghiên cứu, tìm hiểu đối phương
1. Việc khai thác thông tin của Niels Bohr từ Đức khi chiếm đóng Đan Mạch cho Anh vào năm 1943
2. Phá hoại việc sản xuất nước nặng ở Na Uy (Phá hoại việc nghiên cứu vũ khí hạt nhân của Đức)
3. Vụ đánh bom Peenemünde (Phá hoại cơ sở sản xuất tên lửa V-1 và V-2)

Hoạt động quân sự cũng được tiến hành để có được thông tin tình báo ví dụ nghiên cứu công nghệ của đối phương như Raid Bruneval đối với radar Đức và việc Armia Krajowa của Ba Lan cung cấp thông tin quan trọng về tên lửa V-2.

## Giữa cuộc chiến
Tại Anh, Quy tắc Mười Năm (thông qua trong tháng 8 năm 1919), tuyên bố chính phủ không tham gia vào chiến tranh trong vòng mười năm. Do đó, họ tiến hành rất ít hoạt động nghiên cứu quân sự. Mặt khác, Đức và Liên Xô không hài lòng sức mạnh của mình vì những lý do khác nhau nên đã hợp tác với nhau về quân sự. Liên Xô cung cấp cơ sở cho Đức để sản xuất và thử nghiệm vũ khí và huấn luyện quân sự. Đổi lại, Liên Xô yêu cầu tiếp cận kỹ thuật Đức, và được hỗ trợ trong việc tạo ra một Tổng tham mưu Hồng quân Liên Xô.
Nhà sản xuất pháo Krupp sớm hoạt động ở phía nam của Liên Xô, gần Rostov-on-Don. Năm 1925, một trường học bay được thành lập tại Vivupal, gần Lipetsk, để đào tạo các phi công đầu tiên cho Không quân Đức trong tương lai. Từ năm 1926, Reichswehr đã có thể sử dụng một trường huấn luyện xe tăng tại Kazan (tên mã là Kama) và cơ sở vũ khí hoá học ở Samara Oblast (tên mã là Tomka). Trong đó, Hồng quân đã đạt được quyền tiếp cận vào các cơ sở đào tạo, cũng như công nghệ quân sự và lý thuyết từ chính quyền Weimar Đức.
Vào cuối những năm 1920, Đức đã giúp Liên Xô ngành công nghiệp bắt đầu hiện đại hóa, và hỗ trợ trong việc thành lập các cơ sở sản xuất xe tăng tại Nhà máy Bolshevik Leningrad và Nhà máy Locomotive Kharkov. Sự hợp tác này bị phá vỡ khi Hitler lên cầm quyền vào năm 1933. Sự thất bại của Hội nghị Giải trừ quân bị thế giới đánh dấu sự khởi đầu của cuộc chạy đua vũ trang dẫn đến chiến tranh.
Tại Pháp, bài học của Thế chiến I đã được xây dựng thành Tuyến phòng phủ Maginot với nhiệm vụ phải tổ chức một đường biên giới với Đức. Tuyến Maginot đã đạt được mục tiêu chính trị của nó là đảm bảo rằng bất kỳ cuộc xâm lược Đức phải đi qua Bỉ và rằng Pháp sẽ có Anh là một đồng minh quân sự. Pháp đã có nhiều hơn, và tốt hơn nhiều xe tăng hơn so với Đức như trong trận chiến nước Pháp năm 1940. Như trong chiến tranh thế giới thứ I, các tướng Pháp cho rằng lực lượng thiết giáp chủ yếu là để giúp bộ binh phá vỡ các phòng tuyến và các ổ súng máy. Do đó họ truyền bá học thuyết thiết giáp của họ cho các sư đoàn bộ binh, bỏ qua các học thuyết mới của Đức là Blitzkrieg dựa trên sự cơ động bằng cách sử dụng các cuộc tấn công tăng thiết giáp tập trung, Pháp chủ yều dựa vào súng trường chống tăng bộ binh không có hiệu quả chống lại xe tăng hạng trung và không có pháo chống tăng hiệu quả chống lại xe tăng hạng nặng.
Không quân là một mối quan tâm lớn của Đức và Anh trong các cuộc chiến tranh. Sự mua bán các động cơ máy bay vẫn tiếp tục, với việc Anh bán hàng trăm động cơ tốt nhất của mình cho các công ty Đức sử dụng chúng trong máy bay thế hệ thứ nhất của mình, và sau đó được cải tiến chúng để sử dụng trong máy bay Đức sau này. Những phát minh mới này dẫn đến thành công lớn cho người Đức trong Thế chiến II.

## Vũ khí
Công nghệ vũ khí quân sự có sự tiến bộ nhanh chóng trong thời gian chiến tranh thế giới thứ II, và hơn sáu năm, có một tỷ lệ thay đổi lớn trong chiến đấu trong tất cả mọi thứ từ máy bay đến vũ khí bộ binh. Thật vậy, cuộc chiến bắt đầu với hầu hết các quân đội sử dụng công nghệ thay đổi rất ít từ chiến tranh thế giới thứ I, và trong một số trường hợp, vẫn không thay đổi kể từ thế kỷ 19. Ví dụ đối với kỵ binh, chiến hào, và kỷ nguyên tàu chiến trong chiến tranh thế giới thứ I bình thường trở lại vào năm 1940, tuy nhiên trong vòng sáu năm, quân đội trên khắp thế giới đã phát triển máy bay phản lực, tên lửa đạn đạo, và thậm chí cả vũ khí nguyên tử như của Hoa Kỳ.
Các máy bay chiến đấu tốt nhất cho đến cuộc chiến kết thúc có thể dễ dàng bay cao hơn bất kỳ máy bay hàng đầu vào năm 1939, chẳng hạn như Spitfire Mark I. Vào đầu chiến tranh các máy bay ném bom sớm gây ra cuộc tàn sát nhưng gần như tất cả đều có thể bị bắn hạ vào năm 1945, với thứ,1 bởi radar, nhằm mục đích tìm thấy mục tiêu, đạn phòng không hiện đại máy bay, cũng giống như "Máy bay chiến đấu bất khả chiến bại" năm 1941, Zero, nhưng vào năm 1944 trở thành "gà tây" của trận chiến biển Philippine. Xe tăng tốt nhất vào cuối chiến tranh, chẳng hạn như tăng hạng nặng IS-3 của Liên Xô hay tăng hạng trung Panther của Đức, dễ dàng đánh bại xe tăng tốt nhất năm 1939 như Panzer III. Các thiết giáp hạm của hải quân, từ lâu được xem như là yếu tố chiếm ưu thế trên biển, đã được nhường chỗ phạm vi hoạt động lớn và sức mạnh nổi bật của các tàu sân bay. Tầm quan trọng việc đổ bộ kích thích các nước Đồng minh phương Tây phát triển tàu đổ bộ Higgin, tàu đổ bộ bộ binh; DUKW, một chiếc xe tải đổ bộ sáu bánh, lội nước để cho phép các cuộc tấn công đổ bộ lên bãi biển và tàu đổ bộ cho phép xe tăng đổ bộ lên biển. Tăng cường tổ chức và điều phối các cuộc tấn công đổ bộ kết hợp với nguồn lực cần thiết để duy trì gây ra sự phức tạp của kế hoạch tăng các loại tàu xe đổ bộ, do đó đòi hỏi tính hệ thống chính thức và phương pháp quản lý hiện đại, quản lý dự án mà gần như tất cả các kỹ thuật hiện đại, xây dựng và phát triển phần mềm được lực lượng.

### Máy bay
Ở mặt trận phía Tây, không quân đã trở thành một phần rất quan trọng trong suốt cuộc chiến, vừa trong các hoạt động chiến thuật và chiến lược. Sự vượt trội máy bay Đức, được hỗ trợ bằng cách thay đổi liên tục thiết kế và đổi mới công nghệ, cho phép quân đội Đức tràn ngập Tây Âu với tốc độ tuyệt vời trong năm 1940, phần lớn do thiếu sự hỗ trợ của máy bay Đồng minh, bởi việc tụt hậu trong thiết kế và phát triển kỹ thuật do quá trình sụt giảm trong nghiên cứu đầu tư sau cuộc Đại khủng hoảng. Kể từ khi kết thúc chiến tranh thế giới I, lực lượng không quân Pháp đã bị ảnh hưởng nặng và gần như đã bị lãng quên, như các nhà lãnh đạo quân sự ưa thích chi tiền cho bộ binh và công sự tĩnh để chống lại phong cách chiến tranh ở chiến tranh thế giới thứ nhất. Kết quả là, năm 1940, Không quân Pháp chỉ có 1.562 máy bay và cùng với 1.070 máy bay của không quân Hoàng gia Anh phải đối mặt với 5.638 máy bay chiến đấu và máy bay ném bom của không quân Đức. Hầu hết các sân bay Pháp đã được đặt ở phía đông bắc nước Pháp, và đã nhanh chóng bị tàn phá trong giai đoạn đầu của chiến dịch. Không quân Hoàng gia của Vương quốc Anh sở hữu một số máy bay chiến đấu tiên tiến, chẳng hạn như Spitfire và Hurricane, nhưng không thích hợp cho việc tấn công các lực lượng mặt đất trên chiến trường, và số lượng nhỏ các máy bay được phái đến Pháp với lực lượng viễn chinh Anh đã bị phá hủy khá nhanh chóng. Sau đó, Không quân Đức đã có thể để đạt được ưu thế trên không trước Pháp vào năm 1940, cho quân đội Đức là một lợi thế to lớn về trinh sát và tình báo.
Đức máy bay nhanh chóng đạt được ưu thế trên không đối với Pháp vào đầu năm 1940, cho phép Không quân Đức bắt đầu chiến dịch ném bom chiến lược trên các thành phố của Anh. Với việc loại Pháp ra khỏi chiến tranh, máy bay ném bom của Đức có căn cứ gần eo biển Anh đã có thể khởi động các cuộc tấn công London và các thành phố khác trong chiến dịch Blitz, với mức độ thành công khác nhau.
Sau chiến tranh thế giới thứ I, khái niệm sự đông đảo trên không với máy bay ném bom là "Các máy bay ném bom sẽ luôn luôn vượt qua" đã trở nên rất phổ biến với các chính trị gia và các nhà lãnh đạo quân sự đang tìm kiếm một thay thế cho các cuộc tàn sát của chiến tranh chiến hào, và như là một kết quả, các lực lượng không quân của Anh, Pháp, và Đức đã phát triển phi đội máy bay ném bom để làm điều này. (máy bay ném bom của Pháp đã bị lãng quên, trong khi máy bay ném bom của Đức đã phát triển trong bí mật vì họ rõ ràng bị cấm bởi Hiệp ước Versailles).
Các vụ ném bom Thượng Hải của Hải quân Đế quốc Nhật Bản vào ngày 28 tháng 1 năm 1932 và tháng 8 năm 1937 và các vụ đánh bom trong thời gian Nội chiến Tây Ban Nha (1936-1939), đã chứng minh sức mạnh của ném bom chiến lược, và không lực ở châu Âu và Hoa Kỳ xem máy bay ném bom là vũ khí vô cùng mạnh mẽ, trong lý thuyết, có thể ném bom một quốc gia kẻ thù vào theo trình tự của họ. Kết quả là, sự sợ hãi máy bay ném bom kích hoạt việc phát triển chủ yếu trong công nghệ máy bay.
Đức Quốc xã đã đặt loại máy bay lớn, tầm hoạt động xa cho máy bay ném bom chiến lược (Heinkel He 177 Greif, với sự chậm chạm và nhiều các vấn đề) vào sản xuất, trong khi khái niệm Amerika Bommer chỉ có kết quả trong nguyên mẫu. Nội chiến Tây Ban Nha đã chứng minh rằng sử dụng chiến thuật ném bom bổ Stuka là một cách rất hiệu quả tiêu diệt kẻ thù đông đúc, và do đó, nguồn lực và tiền bạc đã được dành cho sự phát triển của máy bay ném bom nhỏ hơn. Kết quả là, quân Đức đã buộc phải tấn công London vào năm 1940 với rất nhiều máy bay quá tải như Heinkel và máy bay ném bom hạng trung Dornier, và thậm chí không phù hơp như các máy bay Junkers Ju 87. Các máy bay ném bom này là có tốc độ chậm, kỹ sư người Ý đã không thể phát triển động cơ pittong máy bay đủ lớn (những cái đã được sản xuất có xu hướng dễ dàng phát nổ cực kỳ khi quá nóng), và do đó, các máy bay ném bom được sử dụng cho trận chiến của Anh được cỡ nhỏ hơn bình thường. Khi các máy bay ném bom của Đức đã không được thiết kế cho nhiệm vụ chiến lược tầm xa, họ không bảo vệ đầy đủ. Máy bay hộ tống Messerschmitt Bf 109 đã không được trang bị đủ nhiên liệu để thực hiện bảo vệ các máy bay ném bom trên cả hành trình đi và trở lại, và còn máy bay BF 110 chỉ có thể qua mặt các máy bay chiến đấu tầm ngắn Anh. Phòng không được tổ chức tốt và được trang bị với radar hiệu quả và sống sót sau vụ đánh bom. Kết quả là, các máy bay ném bom của Đức đã bị bắn rơi với số lượng lớn, và không thể gây thiệt hại cho các thành phố và các mục tiêu công nghiệp, quân sự để buộc nước Anh ra khỏi chiến tranh vào năm 1940 để chuẩn bị cho cuộc xâm lược quy mô.
Máy bay máy bay ném bom tầm xa của Anh như Short Stirling đã được thiết kế trước năm 1939 cho các chuyến bay chiến lược và mang được lượng vũ khí lớn, nhưng công nghệ của họ vẫn bị sai sót nhiều. Loại nhỏ hơn và ngắn hơn Bristol Blenheim, máy bay ném bom được sử dụng nhiều nhất của Không lực Hoàng gia, đã được bảo vệ bởi chỉ một tháp pháo súng máy, và trong khi điều này xuất hiện đầy đủ, nó đã được sớm tiết lộ rằng tháp pháo là một cách phòng thủ thảm hại đối với phi đội máy bay chiến đấu Đức. Máy bay ném bom Mỹ như pháo đài bay B-17 Flying Fortress đã được chế tạo trước khi chiến tranh như một máy bay ném bom tầm xa thích hợp trên thế giới, được thiết kế để tuần tra bờ biển Mỹ. Bảo vệ bởi sáu tháp súng máy có thể quay 360 ° xung quanh, B-17 vẫn còn dễ bị tổn thương nều không cần sự bảo vệ của máy bay chiến đấu ngay cả khi được sử dụng trong các đội hình lớn.
Bất chấp khả năng của máy bay ném bom Đồng minh, các cuộc không kích của Đồng minh đã không thể nhanh chóng làm tê liệt quân Đức.Khi bắt đầu của cuộc chiến tranh phần lớn bom rơi xa mục tiêu của họ, các khu công nghiệp được chuyển tới vùng nông thôn để đảm bảo rằng không quân Đồng Minh không thể tìm thấy mục tiêu của họ. Các quả bom được sử dụng bởi quân Đồng minh là rất thiết bị công nghệ cao, và sản xuất hàng loạt có nghĩa rằng các quả bom thường được ném cẩu thả và do đó không phát nổ. Sản xuất công nghiệp Đức tăng liên tục vào các năm 1940-1945, bất chấp những nỗ lực của lực lượng không quân Đồng minh để làm tê liệt ngành công nghiệp.
Đáng chú ý, cuộc tấn công máy bay ném bom bắt giữ tàu ngầm Kiểu XXI của Đức mang tính cách mạng vào đi vào phục vụ trong thời kỳ chiến tranh. Hơn nữa, không kích của quân Đồng minh đã có một tác động nghiêm trọng đối với chính phủ Đức, tất cả người Đức thúc đẩy để bắt đầu phát triển công nghệ phòng không dưới hình thức của máy bay tiêm kích.
Thời đại máy bay phản lực bắt đầu trong cuộc chiến tranh với sự phát triển của Heinkel He 178, động cơ phản lực thật sự đầu tiên. Cuối cuộc chiến tranh người Đức đã đưa vào các máy bay chiến đấu phản lực đầu tiên hoạt động, các Messerschmitt Me 262. Tuy nhiên, bất chấp lợi thế công nghệ, máy bay Đức đã bị áp đảo bởi lực lượng không quân Đồng minh vượt trội, khiến các máy bay này thường xuyên bị phá hủy trên hoặc gần đường băng. Các máy bay phản lực khác, chẳng hạn như Gloster Meteor của Anh, bay đi làm nhiệm vụ nhưng không bao giờ nhìn thấy chiến đấu, có nghĩa không thể phân biệt nó với máy bay cánh quạt.
Máy bay đã thấy phát triển nhanh chóng và rộng rãi trong chiến tranh để đáp ứng nhu cầu của chiến đấu trên không và các bài học được rút ra từ kinh nghiệm chiến đấu. Từ máy bay buồng lái mở các máy bay tiêm kích phản lực, nhiều loại khác nhau được sử dụng, được thiết kế cho các nhiệm vụ rất cụ thể.
Trong chiến tranh người Đức sản xuất nhiều loại bom Glide khác nhau, các quả bom thông minh đầu tiên, bom bay V-1, là tên lửa hành trình đầu tiên, tên lửa V-2, tên lửa đạn đạo đầu tiên. Cuối cùng là bước đầu tiên vào thời đại không gian thông qua tầng bình lưu, cao hơn và nhanh hơn so với bất kỳ loại máy bay nào. Điều này sau đó đã dẫn đến sự phát triển của tên lửa đạn đạo liên lục địa (ICBM). Wernher Von Braun người đã lãnh đạo nhóm phát triển V-2 và sau đó di cư sang Hoa Kỳ, nơi ông đã đóng góp vào sự phát triển của tên lửa Saturn V, đưa con người lên mặt trăng vào năm 1969.

#### Nền tảng lý thuyết
Các phòng thí nghiệm của Ludwig Prandtl tại Göttingen là trung tâm chính của lý thuyết khí động học và toán học và nghiên cứu động lực học chất lỏng từ ngay sau khi năm 1904 đến kết thúc chiến tranh thế giới thứ II. Prandtl đặt ra thuật ngữ lớp biên và thành lập thuyết khí động lực học hiện đại (toán học). Phòng thí nghiệm bị mất vị thế thống trị khi các nhà nghiên cứu đã phân tán sau chiến tranh.

### Phương tiện
Hiệp ước Versailles đã áp đặt các hạn chế nghiêm trọng về việc Đức sản xuất phương tiện cho mục đích quân sự, và như vậy trong suốt những năm 1920 và những năm 1930, các nhà sản xuất đắc lực của Đức và Wehrmacht đã bắt đầu bí mật phát triển xe tăng. Khi những chiếc xe này được sản xuất trong bí mật, thông số kỹ thuật của họ và tiềm năng chiến trường chủ yếu là không được các nước Đồng minh châu Âu biết đến cho đến khi cuộc chiến thực sự bắt đầu. Khi quân đội Đức xâm chiếm Bỉ và Pháp tháng 5 năm 1940, công nghệ vũ khí của Đức đã chứng minh là vô cùng vượt trội so với quân Đồng minh.
Quân đội Pháp bị thiếu hụt nghiêm trọng kỹ thuật xe tăng. Năm 1918, xe tăng Renault FT-17 của Pháp là loại xe tăng tiên tiến nhất trên thế giới thời bấy giờ, mặc dù nhỏ, có khả năng đến nay vượt qua các đối thủ chậm chạp và vụng về của Anh, Đức, hay Mỹ. Tuy nhiên, sau sự vượt trội này là việc phát triển xe tăng trong tình trạng trì trệ sau chiến tranh thế giới thứ I. năm 1939, xe tăng Pháp đã có rất ít thay đổi từ năm 1918.Tướng lĩnh Anh và Pháp tin rằng một cuộc chiến tranh với Đức trong tương lai sẽ được chiến đấu dưới điều kiện tương tự như những năm 1914-1918. Xe tăng cả hai nước đều được thiết kế với giáp dày vũ trang hạng nặng được thiết kế để phá lớp lô cốt, công sự và tấn công lực lượng mặt đất vượt qua giao thông hào dưới hỏa lực. Đồng thời cũng phát triển loại xe tăng hành trình(tăng hạng trung) tốc độ nhanh của Anh tấn công đằng sau kẻ thù.
Ngược lại, Wehrmacht có tốc độ nhanh sự cơ động cao, xe tăng hạng nhẹ được thiết kế để vượt qua bộ binh. Các xe này tốt hơn xe tăng Anh và Pháp trong trận chiến cơ động. Xe tăng Đức theo thiết kế của Renault FT-17 của Pháp năm 1918 với thiết kế giáp vừa phải với một tháp pháo quay trên đầu gắn một khẩu pháo. Điều này đã cho tất cả các xe tăng Đức tiềm năng để tham chiến với các xe bọc thép khác. Ngược lại, khoảng 35% của xe tăng Pháp chỉ được đơn giản là trang bị với súng máy (một lần nữa được thiết kế cho chiến tranh chiến hào), có nghĩa là khi Pháp và Đức gặp nhau trong trận chiến, một phần ba các xe tăng chiến đấu của Pháp sẽ không có thể tham gia tấn công vào xe tăng địch, súng máy bắn vào giáp của xe tăng Đức chỉ nẩy ra mà thôi. Chỉ có một số ít xe tăng Pháp là có radio, và chúng thường trang bị trên chiến trường một cách không đồng đều theo kiểu chiếc có chiếc không. Xe tăng Đức, trái lại, tất cả đều được trang bị radio, cho phép họ liên lạc với nhau trong suốt cuộc chiến, trong khi chỉ huy xe tăng Pháp hiếm khi có thể liên lạc với xe khác.
Xe tăng Matilda Mk I của quân đội Anh cũng được thiết kế để hỗ trợ bộ binh và được bảo vệ bởi giáp dày.Điều này là khá lý tưởng cho chiến tranh chiến hào, nhưng xe tăng loại này rất chậm chạp trong trận đánh có chiến trường rộng. Đại bác và súng máy hạng nhẹ của họ thường không thể gây thiệt hại nghiêm trọng lên xe Đức. Các bánh xích dễ dàng bị phá vỡ bởi pháo, và kíp lái xe tăng Matilda có khả năng sống sót thấp nếu trúng đạn, như bình xăng được đặt trên đỉnh của thân. Ngược lại, bộ binh xe tăng Matilda Mk II là một trong số ít bất khả xâm phạm bởi pháo xe tăng Đức và khẩu pháo của nó là có thể sẵn sàng xuyên giáp các xe tăng của Đức. Tuy nhiên xe tăng Anh và Pháp vào thế bất lợi về việc không quân hỗ trợ so với xe tăng Đức, và thiếu xe tăng đóng góp đáng kể vào sự sụp đổ nhanh chóng của Đồng Minh vào năm 1940.
Chiến tranh thế giới thứ II đánh dấu cuộc chiến tranh quy mô đầy đủ đầu tiên và các phương tiện cơ giới đóng vai trò rất quan trọng. Hầu hết các quốc gia tham chiến cuộc chiến đều không trang bị ngay từ đầu. Ngay cả các đơn vị Panzer của Đức ban đầu cũng chủ yếu hỗ trợ bộ binh bên cánh trong các chiến dịch lớn. Trong khi Đức công nhận và chứng minh giá trị của việc sử dụng tập trung lực lượng cơ giới, nhưng họ không bao giờ có đủ các đơn vị này với số lượng lớn để thay thế các đơn vị ban đầu. Tuy nhiên, người Anh cũng đã nhìn thấy giá trị trong cơ giới hóa. Đối với họ đó là một cách để tăng cường hạn chế nhân lực. Mỹ cũng tìm cách tạo ra một đội quân cơ giới. Đối với Hoa Kỳ, nó không phải là một vấn đề hạn chế của quân đội, nhưng thay vào đó họ có cơ sở công nghiệp mạnh mẽ mà có thể đủ trang thiết bị để sản xuất trên một quy mô lớn.
Các phương tiên dễ thấy nhất trong chiến tranh là xe tăng, hình thành các mũi nhọn thiết giáp của chiến tranh cơ giới. Hỏa lực và giáp ấn tượng của nó làm cho xe tăng trở thành cỗ máy chiến đấu hàng đầu của chiến tranh mặt đất. Tuy nhiên, số lượng lớn xe tải và xe vận chuyển bộ binh, pháo binh, và vận chuyển hàng tiếp tế cũng không ít.

### Tàu chiến
Chiến tranh trên biển thay đổi đáng kể trong chiến tranh thế giới thứ II, với xuất hiện của các hạm đội tàu sân bay tàu, và sự tác động lớn của tàu ngầm trong quá trình chiến tranh. Sự phát triển của tàu mới trong thời gian chiến tranh đã phần nào bị hạn chế do thời gian kéo dài cần thiết cho sản xuất, nhưng phát triển quan trọng thường được trang bị thêm cho tàu cũ. Loại tàu ngầm tiên tiến của Đức đưa vào sử dụng quá muộn và sau khi gần như tất cả các đội giàu kinh nghiệm đã bị mất.
Các tàu ngầm U-boat của Đức được sử dụng chủ yếu để ngăn chặn / phá hủy các nguồn tiếp tế từ Hoa Kỳ và Canada qua Đại Tây Dương. Tàu ngầm cũng rất quan trọng ở Thái Bình Dương cũng như ở Đại Tây Dương. Lực lượng phòng thủ Nhật Bản chống lại tàu ngầm của Đồng minh không hiệu quả. Phần lớn các đội thương thuyền của Đế quốc Nhật Bản, cần thiết để cung cấp lực lượng tiếp viện và mang lại nguồn cung cấp chẳng hạn như dầu và thực phẩm cho các đảo bị Nhật Bản chiếm đóng, bị chìm. Điều này khiến cho họ đào tạo thay thế đầy đủ cho thủy thủ đoàn của họ bị mất và thậm chí còn buộc hải quân đóng quân gần nguồn cung cấp dầu. Trong số các tàu chiến bị đánh chìm bởi tàu ngầm là tàu sân bay lớn nhất trong chiến tranh 
Shinano.
Các tiến bộ về tàu chiến quan trọng nhất là trong lĩnh vực chiến tranh chống tàu ngầm. Thúc đẩy bởi sự cần thiết và thiếu thốn về hàng tiếp tế khiến Anh phát triển công nghệ cho việc phát hiện và phá hủy tàu ngầm tiên tiến ở mức ưu tiên cao. Việc sử dụng ASDIC (SONAR) trở nên phổ biến và do đó đã làm việc cài đặt trên tàu và radar trên không. Tuy nhiên, cũng có một số dự án không khả thi ví dụ như Dự án Habakkuk trong việc chống tàu ngầm U-boat.

## Vũ khí
Các loại vũ khí như súng, súng cối, đạn pháo, bom, và các thiết bị khác, cũng nhiều như những nước tham gia chiến tranh và mục đích của nó. Một loạt các loại vũ khí đã được phát triển trong chiến tranh để đáp ứng các nhu cầu cụ thể nảy sinh, nhưng nhiều nước đã bắt đầu phát triển trước khi chiến tranh thế giới thứ II nổ ra. Ngư lôi bắt đầu sử dụng kíp nổ, la bàn định hướng, hệ thống dẫn đường được lập trình sẵn và thậm chí cả giảm tiếng ồn và động cơ đẩy cải tiến. Hệ thống điều khiển hỏa lực tiếp tục phát triển cho pháo tàu chiến và đưa vào sử dụng cho ngư lôi và súng phòng không. Ngư lôi có điều khiển và bom chống tàu ngầm cũng được phát triển.
- Vũ khí bọc thép: pháo tự hành chống tăng, Xe tăng hỗ trợ kỹ thuật chiến đấu cho công binh bao gồm cả xe tăng quét mìn, xe tăng phun lửa lửa, và các thiết kế để đổ bộ
- Máy bay: Bom lượn - "bom thông minh bom" đầu tiên trên thế giới, như bom chống hạm Fritz X, có dây dẫn hoặc đài kiểm soát từ xa, máy bay tiêm kích phản lực đầu tiên trên thế giới (Messerschmitt Me 262) và máy bay ném bom phản lực đầu tiên trên thế giới (Arado Ar 234), máy bay trực thăng quân sự đầu tiên trên thế giới(Flettner Fl 282), máy bay tiêm kích đầu tiên của thế giới trang bị tên lửa (Messerschmitt 163)
- Tên lửa: Bom bay V-1 với động cơ đẩy phản lực là tên lửa hành trình đầu tiên trên thế giới, tên lửa V-2: tên lửa phát triển tiên tiến nhất thời đó, pháo phản lực Katyusha.
- Các loại vũ khí trả thù V1, V2,V3
- Các loại đạn chống tăng HEAT, HESH.
- Ngòi nổ được sử dụng cho đạn pháo, bom và tên lửa. Ngòi nổ này được thiết kế để kích nổ chất nổ tự động khi đủ gần mục tiêu để tiêu diệt nó, do đó, một cú ném trúng trực tiếp không cần thiết và thời gian / địa điểm của phương pháp tiếp cận gần nhất không cần phải được ước tính. Ngư lôi và mìn cũng có một loại ngòi nổ.
- Vũ khí có điều khiển (điều khiển từ xa hay có dây dẫn): bom lượn, tên lửa.
- Vũ khí có điều khiển tự động: ngư lôi (tìm kiếm âm thanh chân vịt của tàu, định hướng bằng la bàn và vòng lặp), tên lửa V1 (dẫn dường bằng la bàn và bộ đếm thời gian)
- Nhằm mục đích trang bị cho bom, ngư lôi, pháo binh và súng máy các máy móc và điện tử kỹ thuật số "máy tính" nhằm sử dung cho các mục đích đặc biệt. Như bom Norden Bombsight là một ví dụ nổi tiếng.
- Bom napalm được phát triển, nhưng được sử dụng rộng rãi cho đến chiến tranh Triều Tiên
- Chất nổ dẻo như Nobel 808, Hexoplast 75, C và C2 được phát triển

### Phát triển vũ khí bộ binh
Phương pháp sản xuất mới cho vũ khí như đóng dấu, tán đinh, và hàn được đưa vào là để sản xuất số lượng vũ khí cần thiết. Trong khi điều này đã được sử dung trước đó trong chiến tranh thế giới thứ I, nó đã dẫn đến súng hoàn toàn có thể được chấp nhận bởi quân đội: súng máy máy hạng nhẹ Chauchat của Pháp. Thiết kế và phương pháp sản xuất đã đủ tiến bộ để sản xuất vũ khí của độ tin cậy hợp lý như PPSh-41, PPS-42, Sten, MP 40, M3 Grease, Gewehr 43, súng tiểu liên Thompson và súng trường M1 Garand. Một số loại vũ khí khác thường được thấy Trong chiến tranh thế giới thứ II bao gồm súng máy hạng nhẹ BAR của Mỹ, súng trường M1 Carbine, cũng như Colt M1911; súng tiểu liên kiểu 100 của Nhật, súng máy kiểu 99, súng trường Arisaka kiểu 99 tất cả là những vũ khí quan trọng được sử dụng trong chiến tranh.
Chiến tranh Thế giới II đã chứng kiến sự thành lập của súng trường bán tự động đáng tin cậy, chẳng hạn như M1 Garand của Mỹ và, quan trọng hơn, các súng trường tấn công lần đầu tiên được sử dụng rộng rãi, được đặt tên tiếng Đức là Sturmgewehrs trong chiến tranh. Trước đó lồng vào cốt ám chỉ ý tưởng này của việc sử dụng BAR và Fedorov Avtomat trong một chiến thuật vừa chạy vừa bắn, trong đó người đàn ông sẽ tiến vào vị trí kẻ thù với một trận mưa đạn. Người Đức lần đầu tiên phát triển FG 42 cho lính nhảy dù của họ trong các cuộc tấn công và sau đó là Sturmgewehr 44 (STG 44), súng trường tấn công đầu tiên trên thế giới, bắn đạn 7.92×33mm Kurz; cùng loại với FG 42.
Những phát triển trong công nghệ súng máy lên đến đỉnh cao khi Maschinengewehr 42 (MG 42) ra đời. MG 42 là một thiết kế tiên tiến chưa từng có vào thời điểm đó. Nó thúc đẩy phát triển súng máy sau chiến tranh trên cả hai phe của cuộc chiến tranh lạnh và vẫn được sử dụng bởi một số quân đội cho đến ngày nay, bao gồm MG 3 của Bundeswehr Đức. Heckler & Koch G3, và nhiều thiết kế khác của Heckler & Koch, đến từ hệ thống hoạt động của nó. Quân đội Hoa Kỳ kết hợp hệ thống hoạt động của FG 42 với hệ thống nạp đạn bằng băng đạn của MG42 để tạo ra khẩu súng máy M60 được sử dụng trong chiến tranh Việt Nam.
Mặc dù bị lu mờ bởi các súng trường bán tự động/tự động và súng máy, súng lên đạn thủ công vẫn là vũ khí bộ binh chủ lực của nhiều quốc gia trong Thế chiến II. Khi Hoa Kỳ bước vào Chiến tranh thế giới thứ II, có không đủ súng trường M1 Garand cho các quân đội Mỹ buộc Mỹ bắt đầu sản xuất súng trường M1903 nhiều hơn để làm như một biện pháp "ngăn khoảng chênh lệch" cho đến khi đủ số lượng M1 Garands được sản xuất.
Trong cuộc xung đột, nhiều mô hình mới của súng trường nạp đạn thủ công đã được sản xuất như là một kết quả của bài học kinh nghiệm từ Chiến tranh thế giới thứ nhất với thiết kế của một số súng trường bộ binh nạp đạn thủ công được sửa đổi để tăng tốc độ sản xuất cũng như để làm cho súng nhỏ gọn hơn và dễ dàng hơn để xử lý. Ví dụ về các khẩu súng trường lên đạn thủ công đã được sử dụng trong chiến tranh thế giới thứ II bao gồm Mauser Kar98k của Đức, Lee-Enfield No.4 của Anh, và Springfield M1903của Mỹ. Trong chiến tranh thế giới thứ II, súng trường nạp đạn thủ công đã được sửa đổi hơn nữa để đáp ứng các hình thức mới của chiến tranh quân đội của các quốc gia nhất định phải đối mặt ví dụ như chiến tranh đô thị và chiến tranh trong rừng. Ví dụ như Mosin-Nagant Model 1944 của Liên Xô, được phát triển bởi Liên Xô như là một kết quả của kinh nghiệm của Hồng quân với chiến tranh đô thị ví dụ như Trận Stalingrad, và Enfield- Lee No.5 của Anh, đã được phát triển cho lực lượng Anh và Khối thịnh vượng chung chống Nhật ở Đông Nam Á và Thái Bình Dương.
Khi chiến tranh thế giới thứ II kết thúc vào năm 1945, vũ khí bộ binh được sử dụng trong thế chiến vẫn còn nhìn thấy trong tay của các lực lượng vũ trang của các quốc gia khác nhau và các phong trào du kích trong và sau thời kỳ Chiến tranh Lạnh. Các quốc gia như Liên Xô và Hoa Kỳ cải tiến bổ sung thêm nhiều vũ khí trong thời thế chiến thứ 2 để cho một số quốc gia và các phong trào chính trị trong thời kỳ Chiến tranh Lạnh như là một cái cớ để cung cấp vũ khí bộ binh hiện đại hơn. Bên cạnh việc tham gia các cuộc xung đột sau khi chiến tranh thế giới thứ II kết thúc, các vũ khí bộ binh trong chiến tranh thế giới thứ II được coi là mặt chiến lợi phẩm của nhiều chủ sở hữu súng dân sự và sử dung trên khắp thế giới do tính chất lịch sử của nó, giá rẻ (do các vũ khí này xuất hiện trên thị trường vũ khí với số lượng lớn), và độ bền của nó.

### Bom hạt nhân
Các nghiên cứu và phát triển bom hạt nhân trong chiến tranh bao gồm dự án Manhattan, nỗ lực để nhanh chóng phát triển một quả bom nguyên tử, hoặc đầu đạn hạt nhân phân hạch. Nó có lẽ là sự phát triển quân sự trong chiến tranh có tính chất sâu xa nhất, và đã có một tác động lớn đến cộng đồng khoa học, trong số những thứ khác tạo ra một mạng lưới các phòng thí nghiệm quốc gia tại Hoa Kỳ.
Phát triển đã được hoàn thành quá muộn để sử dụng tại chiến trường châu Âu của Chiến tranh thế giới thứ II. Phát minh của nó có nghĩa rằng chỉ cần một máy bay ném bom duy nhất có thể mang theo vũ khí đủ mạnh để tàn phá toàn bộ thành phố, làm cho chiến tranh thông thường chống lại một quốc gia với một quân đội vượt trội đầu hàng.
Tầm quan trọng chiến lược của bom hạt nhân thậm chí còn lớn hơn thiết kế dựa trên phản ứng nhiệt hạch, đã không hoàn toàn rõ ràng cho đến khi Hoa Kỳ bị mất độc quyền về vũ khí trong thời kỳ hậu chiến tranh. Liên Xô phát triển và thử nghiệm vũ khí hạt nhân đầu tiên của họ vào năm 1949, một phần dựa trên thông tin thu được từ hoạt động tình báo Liên Xô tại Hoa Kỳ. Cạnh tranh giữa hai siêu cường hạt nhân đóng một phần lớn trong sự phát triển của Chiến tranh Lạnh. Các ý nghĩa chiến lược của vũ khí hủy diệt hàng loạt vẫn còn rất quan trọng trong thế kỷ 21.
Cũng có một dự án của Đức để phát triển vũ khí nguyên tử. Điều này không thành công bởi một loạt các lý do như vụ phá hủy nhà máy nước nặng Vermork, đáng chú ý nhất là chủ nghĩa bài Do Thái. Tầng đầu tiên của vật lý năng lượng cao (Einstein, Bohr, Fermi, và Robert Oppenheimer) đã làm nhiều nghiên cứu ở Đức, đều là người Do Thái hay trong trường hợp của Enrico Fermi, kết hôn với người Do Thái. Robert Oppenheimer, một người Mỹ gốc Do Thái, cũng bởi niềm xác tín và đi theo xã hội chủ nghĩa, và đã liên kết với Đảng Cộng sản. Khi họ rời Đức, chỉ có một nhà vật lý nguyên tử còn lại ở Đức là Werner Heisenberg. Ông đã thực hiện một số lỗi tính toán cho thấy rằng Đức sẽ cần nước nặng nhiều hơn đáng kể. Dự án sau đó bị hủy do không đủ nguồn lực.
Đế quốc Nhật Bản cũng phát triển bom nguyên tử, tuy nhiên, nó khá loạng choạng do thiếu các nguồn tài nguyên mặc dù đạt được ủng hộ từ chính phủ.

## Thiết bị điện tử, thông tin liên lạc và tình báo

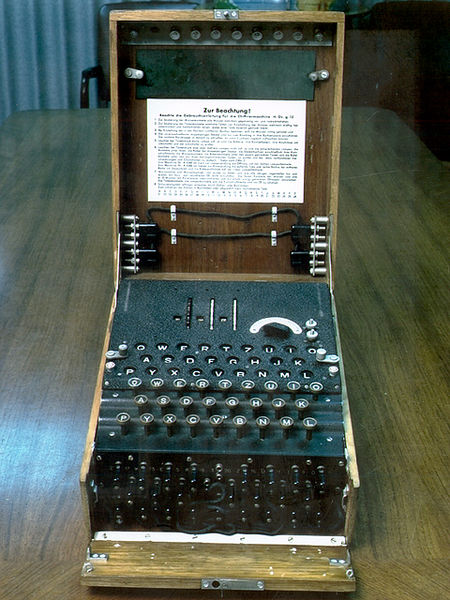
Máy mật mã Enigma của Đức

Thiết bị điện tử điện tử tăng lên một cách nhanh chóng và nổi bật trong Thế chiến II. Các thiết bị chiến tranh điện tử đã được xem như là phần quan trọng của khí tài quân sự, vào giữa của cuộc chiến tranh các thiết bị như radar và ASDIC (sóng siêu âm) đã chứng minh giá trị của nó. Ngoài ra, thiết bị được thiết kế cho truyền thông và đánh chặn và giải mã của những thông tin liên lạc đã trở nên quan trọng.

## Công nghệ công nghiệp
Trong khi sự phát triển của thiết bị mới một cánh nhanh chóng, nó cũng quan trọng để có thể sản xuất những công cụ này và nhận được chúng với quân đội với số lượng thích hợp. Những quốc gia đã có thể để tối đa hóa năng lực công nghiệp của họ và huy động cho nỗ lực chiến tranh đã thành công trong trang bị quân đội của họ trong một cách kịp thời với chất liệu đầy đủ. Một sự đổi mới của Đức nổi bật là Jerrycan(một loại can thép).
Một trong những phát triển lớn nhất là khả năng sản xuất cao su nhân tạo. Cao su thiên nhiên chủ yếu được thu hoạch ở Nam Thái Bình Dương và Đồng minh đã bị mất nguồn cung từ một số lượng lớn của nó do Nhật Bản xâm chiếm. Vì vậy, sự phát triển của cao su nhân tạo cho phép bộ máy chiến tranh của Đồng minh tiếp tục phát triển, tạo cho Mỹ một lợi thế kỹ thuật quan trọng trong khi chiến tranh thế giới thứ II tiếp tục.
Đối với người Đức, sự phát triển của nhiên liệu thay thế như hydro peroxide là một tiền đề cho sự phát triển của công nghệ tế bào nhiên liệu và công nghệ nhiên liệu tổng hợp.